# Mörrum
Mörrum is een plaats in de gemeente Karlshamn in het landschap Blekinge en de provincie Blekinge län in Zweden. De plaats heeft 3655 inwoners (2005) en een oppervlakte van 346 hectare.